# Unholy Terror
Unholy Terror – album amerykańskiego zespołu heavymetalowego W.A.S.P., który został wydany 3 kwietnia 2001 roku.

## Lista utworów
- Autorem wszystkich utworów jest Blackie Lawless.

1. Let it Roar - 4:40
2. Hate to Love Me – 4:07
3. Loco-Motive Man – 6:03
4. Unholy Terror – 2:01
5. Charisma – 5:25
6. Who Slayed Baby Jane? – 4:55
7. Euphoria – 3:19
8. Raven Heart – 3:46
9. Evermore – 6:10
10. Wasted White Boys – 6:49

## Wykonawcy
- Blackie Lawless – śpiew, gitara rytmiczna
- Chris Holmes – gitara elektryczna
- Mike Duda – gitara basowa
- Franki Banali & Stet Howland – perkusja